# Estação Krasnyi Prospekt
Krasnyi Prospekt (em russo:  Красный проспект) é uma das estações da linha Leninskaia (Linha 1) do Metro de Novosibirsk, na Rússia. Estação «Krasnyi Prospekt» está localizada entre as estações «Ploshchad Lenina» e «Gagarinskaia».